# Guerre sertorienne
La guerre sertorienne est un épisode des guerres civiles romaines opposant une coalition d'Ibères, de Vascons et de Romains aux représentants du régime établi par Sylla. Le nom du conflit provient du nom de Quintus Sertorius, le dernier opposant à Sylla. Cette longue guerre (80 av. J.-C. à 72 av. J.-C.) est marquée par l'utilisation réussie par Sertorius de la tactique de guérilla. Après l'assassinat de Sertorius par son lieutenant Marcus Perperna Veiento, le conflit se termina par la victoire des armées de la République romaine dirigées par les proconsuls Quintus Caecilius Metellus Pius et Pompée.
L'objectif principal de Sertorius est d'éliminer les optimates, qui avaient commencé des proscriptions à l'intérieur de la République romaine. Ceci provoqua une longue période de lutte en Hispanie entre les partisans de Sylla et de Sertorius, et une forte augmentation des troupes romaines dans la péninsule Ibérique.

## Sources
Appien d'Alexandrie constitue notre principale source sur cette guerre. Cet historien de valeur a écrit une œuvre intitulée Histoire de Rome, qui traite notamment des guerres civiles romaines. Dans son œuvre, Appien est une importante source de renseignements sur la guerre sertorienne et sur les campagnes militaires de cette guerre. Une autre source importante est Plutarque, qui raconte la guerre dans deux ouvrages Vie de Sertorius et Vie de Pompée, qui font partie de son œuvre les Vies parallèles des hommes illustres. Les deux sources ne se contredisent pas, même si Appien semble un peu mieux informé que Plutarque.

## Origine de la guerre
En 82 av. J.-C., Sertorius, membre des populares et ancien collègue de Caius Marius, avait été nommé propréteur de la province d'Hispanie citérieure. Sertorius devient rapidement très populaire à la suite de certaines réformes sociales qu'il avait promulguées pour obtenir l'amélioration de la vie des Hispaniques, et quand apparait à Rome, Sylla et sa dictature cruelle, il est proclamé comme le représentant principal du parti populares. L'Hispanie est alors utilisée comme base principale pour combattre les optimates.
Les Lusitaniens mécontents de leur sort décident d'envoyer des représentants à Sertorius qui était à l'époque en Afrique du Nord. Les Lusitaniens avaient également une longue histoire de résistance face à Rome. Quelques historiens arrivent à la conclusion que les Lusitaniens cherchaient à obtenir l'indépendance et suivaient en quelque sorte la direction du mouvement de Sertorius qui lui-même s'opposait à Rome. Philip Spann, quant à lui, considère cette version comme improbable, car pour Sertorius accepter une telle offre aurait été considéré comme une trahison et lui aurait enlevé tout espoir de pouvoir rentrer à Rome. Il est plus probable que l'offre est née du fait que les Lusitaniens ne seraient pas en mesure de vaincre Rome seuls et que leur meilleur espoir était de tenter d'aider l'établissement à Rome d'un régime plus clément pour eux. Philip Spann suggère que la principale raison de l'acceptation Sertorius était que pour lui il était devenu clair qu'il n'y aurait pas d'amnistie pour lui et ses partisans, ni une possible réconciliation avec le régime mis en place par Sylla.

## Campagnes militaires

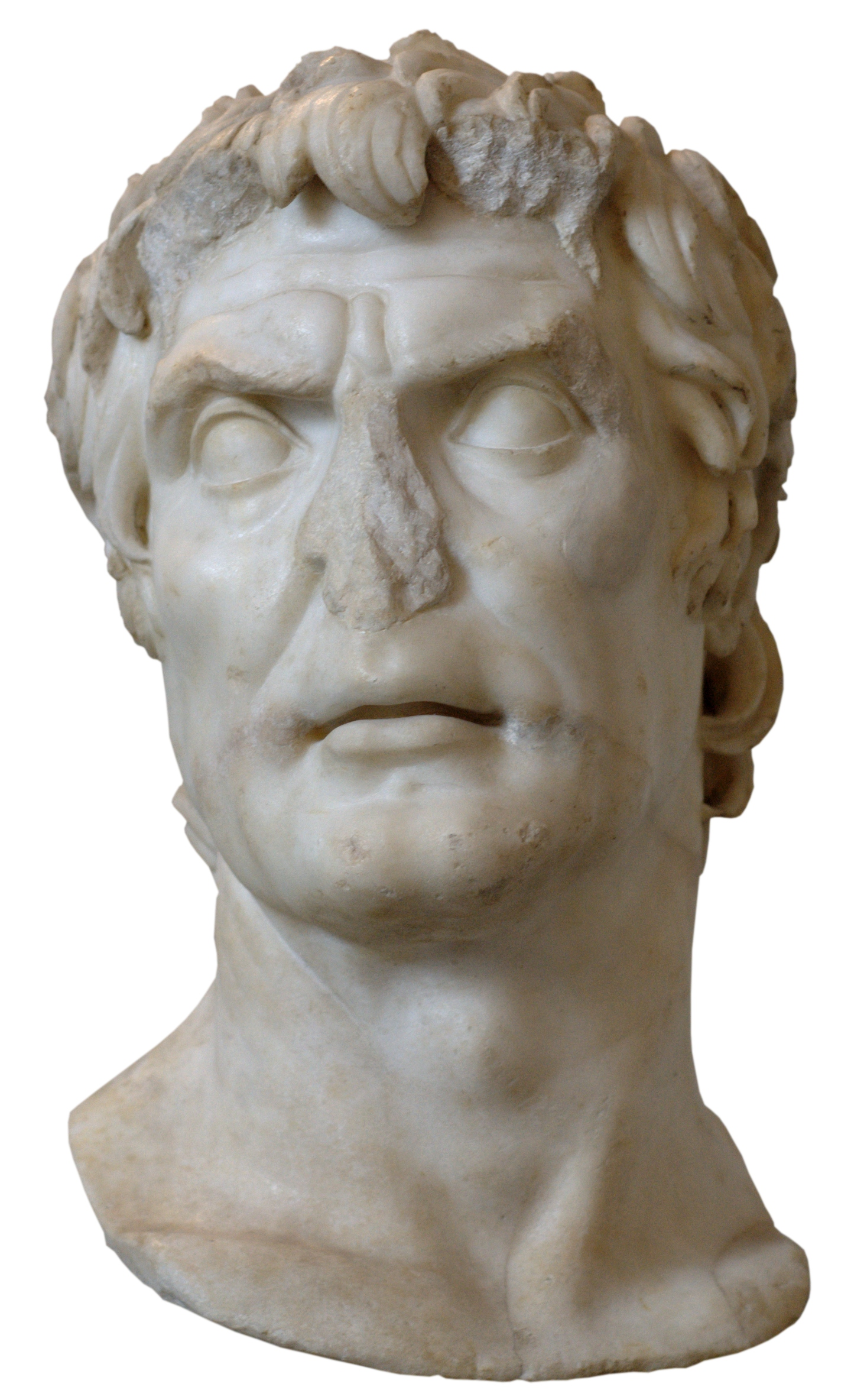
Buste représentant Sylla.

### Arrivée de Sertorius en Hispanie
Pendant l'hiver 83-82 av. J.-C., Sertorius, un des lieutenants de Marius, part prendre son gouvernement en Hispanie citérieure où il réunit rapidement une armée. Une armée est envoyée contre lui sous les ordres de Caius Annius. Selon Plutarque, un des lieutenants de Sertorius, Livius Salinator, chargé de l'empêcher de franchir les Pyrénées, repousse d'abord ses attaques, mais victime d'une trahison, il est assassiné et ses troupes se débandent. Lorsqu'Annius pénètre en Hispanie, Sertorius, dont les forces sont inférieures en nombre, recule jusqu'à Carthagène avec 3 000 hommes.

### Intervention de Sertorius en Afrique
Au printemps, 81 av. J.-C. Sertorius, chassé par le syllanien Caius Annius Luscus s'embarque avec 3 000 hommes à Carthagène et passe en Afrique ; repoussé par les locaux, il retourne en Espagne vers le mois de juillet. À l’automne, une révolte populaire maure éclate contre Ascalis, fils d'Iphtas, des roitelets de la région de Tingis (Tanger). Des pirates ciliciens, en pourparlers avec Sertorius durant l'été et l'automne, « cinglent vers l'Afrique pour rétablir Ascalis sur le trône de Maurusie » (Plutarque). Ascalis reçoit également le secours de Vibius Paccianus envoyé par Sylla. Sertorius intervient de nouveau en Afrique pour aider les insurgés maures, bat Paccianus, qui est tué, oblige son armée à le rejoindre puis assiège et prend Tingis et détrône Ascalis. Au printemps suivant, Sertorius quitte la Maurétanie à l'appel des Lusitaniens, révoltés contre le gouverneur syllanien de l'Ultérieure.

### Retour de Sertorius en Hispanie
En 80 av. J.-C., Sertorius, après avoir mis en déroute une force navale sous le commandement d'Aurelius Cotta, débarque dans la péninsule Ibérique. Plutarque mentionne que Sertorius est d'abord allé en Lusitanie afin d'organiser les tribus de la région et seulement après il se rend dans la vallée du Baetis pour y combattre une armée romaine. Philip Spann suggère lui qu'il est plus probable que la bataille de la rivière Baetis (en) s'est produite lors de l'arrivée initiale de Sertorius en mars en Lusitanie.

### Nomination de Metellus
En 79 av. J.-C., préoccupées par la menace croissante en Hispanie, les autorités de Rome nomment Quintus Caecilius Metellus Pius au poste de gouverneur de l'Hispanie ultérieure avec la magistrature de proconsul. Quintus Caecilius Metellus Pius arrive en Hispanie avec deux légions. Il établit son camp à Metellinum (aujourd'hui Medellín) d'où il mène plusieurs actions vers l'intérieur de la péninsule. Pour la nouvelle campagne militaire, Quintus Caecilius Metellus Pius réunit six légions auxquelles s'unirent deux autres légions de vétérans, soit un total de huit légions (soit environ 40 000 hommes), pour attaquer les forces de Sertorius. Mais durant cette même année, Sertorius reçoit également des renforts: ses trois légions sont rejointes par trois autres légions venues de la province d'Afrique et une autre de Sicile, constituant ainsi une armée de 35 000 hommes pour s'opposer à Metellus. La campagne commence en Cantabrie, où des tribus locales hostiles sont battues par Metellus, qui réussit à obtenir le premier succès de sa campagne. Metellus décide de camper près de Valencia, près du campement principal de Sertorius, et d'agir en s'attaquant aux alliés celtiques de ce dernier, constitués par les Cantabres et les Lusitaniens. Sertorius comprend la stratégie de Metellus et il réplique en attaquant sa cavalerie dans les montagnes des Asturies. La victoire de Sertorius coûte à Metellus environ 1 200 cavaliers. Selon Appien, après le désastre Metellus décide d'attaquer la cavalerie de Sertorius, en utilisant la cavalerie gauloise alliée. La bataille se termine par la perte de 800 hommes de Marius et de 1 000 pour les soldats de Metellus. Pour restaurer son prestige, Metellus attaque et prend la capitale des Cantabres. Sertorius décide alors d'attendre l'hiver, mais Metellus continue ses opérations militaires avec 10 000 hommes qu'il confie à Glaucius, mais ce dernier est battu près de Sagonte. La nouvelle victoire de Sertorius contraint Metellus à suspendre ses opérations.
En 78 av. J.-C., un des subordonnés de Sertorius, Lucius Hirtuleius (en) combat avec succès Marcus Domitius Calvinus (en). Sertorius réussit en même temps à imposer son autorité et à dominer la majeure partie du territoire en établissant sa capitale à Osca, une sorte de « nouvelle Rome », qui est l'ancienne ville ibère de Bolscan (aujourd'hui Huesca).
En 77 av. J.-C., Sertorius est rejoint par Perperna qui amène avec lui le reste de l'armée de Marcus Aemilius Lepidus qui était stationnée en Sardaigne. Toutefois Perperna a du mal à accepter de se mettre sous les ordres de Sertorius et le fait seulement à contrecœur. En effet, il avait rejoint l'Hispanie quand ses soldats, ayant entendu dire que Pompée avait été envoyé dans cette province, avaient exigé que Perperna rejoigne Sertorius.

### Metellus et Pompée contre Sertorius
En 76 av. J.-C., le nouveau général Pompée le Grand, fort de ses victoires en 82 av. J.-C. en Sicile et en Afrique sur les Marianistes, traverse les Alpes, et se rend en Hispanie avec environ 25 000 hommes. Le premier objectif de Pompée, à son arrivée dans la péninsule Ibérique est de dégager la route côtière. À son arrivée dans la péninsule Ibérique, il remporte quelques succès initiaux face aux subordonnés de Sertorius. Mais il est surpris par Sertorius opérant depuis la forteresse de Lauro, que Plutarque situe entre Valence et Sagonte. Pompée s'y arrête pour assiéger le fort, mais Sertorius avait prévu la manœuvre en occupant une hauteur à l'ouest de la ville et en coupant les lignes de ravitaillements de Pompée. Puis dans un deuxième temps, Sertorius fait attaquer ses auxiliaires celtibères et massacre ainsi une légion de Pompée. Pompée décide alors de combattre les tribus celtibères installées plus au Nord. Il remporte l'affrontement près du Júcar. Dans le même temps, Metellus, par sa tactique attentiste, réussit à user les troupes de Sertorius et à les affamer, les contraignant ainsi à battre en retraite. Pompée réussit à prendre la cité celtibère de Trocar[réf. nécessaire], mais il est blessé au cours de la bataille. Au même moment, Perperna se retranche dans Valence, où Metellus le coupe de tout ravitaillement. Durant l'hiver, Pompée continue de rechercher l'affrontement pendant que Metellus continue le siège de Valence, où des émeutes sont en train de se produire.
En 75 av. J.-C., Pompée et Metellus commencent de nouvelles opérations par une manœuvre d'encerclement : pendant que Metellus conquiert les bases de ravitaillement, Pompée, lui, doit tenir en respect l'ennemi, en l'empêchant de secourir Perperna et les Celtibères. Metellus commence les opérations avec une victoire rapide sur les Celtibères près de Valence, pendant que Pompée, malgré son infériorité numérique, recherche l'affrontement avec Sertorius sur le Júcar. La bataille débute au coucher du soleil lorsque la cavalerie de Pompée attaque l'ennemi à l'improviste. Perperna perd beaucoup d'hommes, mais Sertorius fait inverser son aile droite, ce qui prend l'armée de Pompée sur son flanc. Pompée tente de rétablir la situation en sa faveur par une charge, mais c'est un échec : il perd environ 4 000 hommes et est contraint de se replier. Dans le même temps, Valence, privée de Perperna, tombe et Sertorius se retrouve privé de sa principale base de ravitaillement. Metellus décide de porter assistance à Pompée, et ils remportent ensemble la victoire sur Perperna à la bataille de Sagonte. Sertorius intervient de nouveau et décide d'affronter Metellus en le prenant par les flancs près de Sagonte tuant ainsi 3 000 cavaliers ennemis. Puis il décide d'affronter Pompée. La nouvelle bataille voit Pompée mettre dans une disposition improvisée son armée. Il est obligé de faire retraite et perd 6 000 hommes. Metellus en profite pour surprendre l'aile gauche de Sertorius, conduite par Perperna et lui inflige une lourde défaite. Pompée se joint de nouveau à l'attaque, remportant ainsi son premier succès sur ce dernier et lui causant une perte de 3 000 hommes. Sertorius réussit à échapper au désastre, et prive à son tour de ravitaillement Pompée qui est contraint de faire hiverner ses armées sans beaucoup de victuailles. Pompée organise son armée pour passer l'hiver et se prépare à recevoir des renforts du Sénat à qui il a exposé les risques d'une invasion de l'Italie comme à l'époque de la deuxième guerre punique. Pompée reçoit deux légions, ainsi que des auxiliaires de cavalerie numide expérimentés pour contrer les auxiliaires celtibères de Sertorius.
En 74 av. J.-C., comme leurs campagnes précédentes se sont révélées décevantes, Pompée et Metellus renoncent à concentrer leurs efforts sur la plaine de Valence et attaquent les Celtibères, qui fournissent du grain à Sertorius. Metellus attaque les silos à blé sur l'Èbre et bat aisément les Celtibères près de Bilbibis et Segóbriga. De plus, Perperna est battu et ses alliés celtibères se rendent aux partisans de Sylla, enlevant ainsi une partie du ravitaillement de la péninsule à Sertorius. Pompée, lui, opère sur le Douero. Il réussit à battre une autre armée celtibère et à mettre le siège devant Palencia. Pour prendre la ville, il place contre les murailles du bois auquel il met le feu, provoquant ainsi l'effondrement d'une partie de l'ouvrage défensif. Toutefois, Sertorius voyant l'armée de Pompée occupée à construire des ouvrages de siège, en profite pour l'attaquer par surprise. Selon Plutarque, Pompée est contraint de se replier et perd beaucoup d'hommes dans sa retraite. Cependant, Sertorius se trouve dans une situation de plus en plus difficile. Il décide de faire marcher son armée sur l'Èbre, en libérant quelques villes celtibères et repousse l'offensive de Metellus. Pompée constatant la stratégie des partisans de Marius, accourt pour surprendre par derrière les troupes de Sertorius. Pompée réussit à regrouper son armée avec celle de son collègue près de Calgurris. À deux ils disposaient de 40 000 hommes contre seulement 25 000 pour Sertorius. La bataille a lieu sur l'Èbre : l'aile droite est commandée par Metellus et l'aile gauche par Pompée. Sertorius place la faible armée de Perperna sur un col pour attirer ses deux adversaires en leur faisant traverser l'Èbre, tout en préparant une deuxième ligne pour éviter les embuscades. Metellus perd le contrôle de la cavalerie, et dans le même temps Sertorius attaque Pompée sur son flanc, là où ce dernier ne s'y attendait pas. Pompée résiste assez pour permettre à Metellus de repousser la cavalerie celtibère, mais Perperna attaque simultanément depuis le col, ce qui contraint Pompée à se replier. Il laisse 3 000 hommes sur le champ de bataille. Metellus, lui, a au moins 5 000 morts et doit, lui aussi, se résoudre à une retraite. La victoire de Sertorius permet de regagner la confiance des Celtibères, mais pour peu de temps car Metellus écrase les Celtibères dans une bataille peu après, privant Sertorius de l'accès au précieux ravitaillement fourni par les Lusitaniens.

### Division du camp de Sertorius
En 73 av. J.-C., convaincus maintenant que les batailles de campagne faisaient le jeu de Sertorius, Pompée et Metellus commencent à mettre en place une lente érosion des forces de l'ennemi. Pompée se lance à la conquête des Asturies et de la Galice qui appartenaient à des Celtibères faisant alliance avec Sertorius. Sa campagne commence avec la construction de quelques forts pour empêcher Sertorius de couper ses lignes de ravitaillement, puis il bat Nandebrorrige[réf. nécessaire] et reprend la vieille capitale des Cantabres, Numance. Dans le même temps, les Astures et les Vaccéens viennent tenter de perturber son avancée lors de trois batailles. Metellus place des défenses dans la région de Sagonte et essaie de convaincre les tribus celtibères fatiguées par plus d'un siècle de guerre avec les Romains, de rejoindre son parti. Plutarque raconte comment les Romains infligent de mauvais traitements aux Ibères et blâment leurs actions sous le commandement de Sertorius. Grâce à la diplomatie, Sertorius se trouve encerclé, et décide d'offrir la bataille à Metellus près de Sagonte. Mais sa cavalerie déserte, ce qui le contraint à ordonner la retraite. Pompée complète la défaite des Vaccéens en les absorbant dans la République et en contraignant Lépide à la bataille, un lieutenant de Sertorius, où Pompée obtient une grande victoire. Sertorius tente alors une manœuvre désespérée en perturbant les lignes de ravitaillement de Pompée, mais ce dernier repousse facilement sa tentative. Sertorius se trouve alors entouré non seulement d'ennemis extérieurs mais aussi intérieurs. En effet, nombreux étaient ceux qui voulaient commander à sa place, parmi lesquels Perperna. Le commandement de Sertorius devient alors brutal avec de nombreuses décapitations à l'ordre du jour. Durant l'hiver, Metellus obtient une nouvelle victoire avec la conquête de Carthago Nova, Sertorius est désormais coupé du sud de la péninsule Ibérique.
En 72 av. J.-C., la dernière année de la guerre voit la défaite définitive des Astures et celle des Lusitaniens. Les premiers sont vaincus par Pompée et les seconds sont affaiblis par Metellus. Ce dernier reste d'ailleurs dans le nord de la péninsule Ibérique pour terminer différentes campagnes qui se soldent par la mort des chefs celtibères fidèles à Sertorius. Peu de temps après, une nouvelle étonnante parcourt l'Hispanie : Perperna a assassiné Sertorius et il a pris sa place, en réunissant une armée de criminels et de brigands pour un total d'environ 30 000 hommes. Cependant, il existe également des arguments forts en faveur de l'année 73 av. J.-C.. Le nouveau général était assez inexpérimenté, avec peu d'influence sur ses troupes et était d'une lâcheté importante. En outre, avec la mort de Sertorius, Pompée profite de l'occasion pour gagner une grande bataille contre l'armée de Perperna, puis laisse Metellus partir avec 20 000 hommes pour assiéger Sagunte, un des derniers lieux fortifiés restant aux mains des partisans de Sertorius. Après la division des forces des partisans de Sylla, Perperna espère l'emporter grâce à sa supériorité numérique. La bataille se déroule dans une localité incertaine entre Valence et Sagonte. Pompée agit le premier, en envoyant un petit groupe de légionnaires en plaine, pour attirer Perperna dans un piège. Ce dernier pense qu'il lui serait facile de détruire ce petit détachement, et il décide l'attaquer avec son armée, il obtient une victoire facile et poursuit l'ennemi. Mais entretemps, Pompée avait placé son armée sur les flancs de son ennemi et il l'attaque, en met facilement en déroute l'armée de Perperna. 10 000 soldats de Perperna sont tués, et parmi les prisonniers ce même Perperna est trouvé, bien qu'il se soit caché dans des buissons. Pour sauver sa vie, il propose à Pompée de lui donner une série de correspondances entre des membres de la classe sénatoriale et Sertorius. Mais Pompée, qui voulait gagner à son service les sénateurs, fait brûler les documents et tuer Perperna. Cette victoire était désormais la sienne et ce qui restait de l'armée de Sertorius fut démobilisée. Metellus, quant à lui, célèbre le triomphe en 71 av. J.-C.

## Conséquences
De l'avis de H. H. Scullard, le traitement par Pompée de l'Hispanie était « humain ». Pompée donna la citoyenneté à de nombreux partisans et une partie des prisonniers furent déplacés à Lugdunum Convenarum dans la partie sud de la Gaule.
La défaite de Sertorius marque la fin de l'opposition marianiste, qui sur ce champ d'opération avait perdu son meilleur général et surtout une partie importante de son armée. Mais, et c'est certainement le fait le plus important, ce conflit donne à Pompée un tremplin pour accéder au sommet de sa carrière politique à Rome. Pompée célèbre son triomphe avec une autre victoire de Crassus sur les rescapés de l'armée de Spartacus. L'excellente réputation nouvellement acquise à la suite de sa victoire sur Sertorius, lui permet d'obtenir la guerre contre les pirates. Il remporte également cette guerre et est confirmé par la suite comme consul d'Asie, où il soumet définitivement Mithridate VI Eupator. Il agrandit la République romaine de deux nouvelles provinces lors de l'annexion de la Cilicie et du Pont, puis il combat les tribus orientales et arrive près de la Mer Caspienne d'où il part pour conquérir la Syrie et la Palestine. Jérusalem est prise par Pompée, ce qui permet de constituer encore deux nouvelles provinces. Ses campagnes à l'est du bassin méditerranéen lui valent un nouveau triomphe, mais, pour obtenir de nouvelles magistratures, il décide de contribuer à l'essor politique de Jules César.

#### Ouvrages anciens
- Appien, Guerre civile (Hispanie)
- Plutarque, Vie de Pompée
- Plutarque, Vie de Sertorius

#### Ouvrages modernes
- (en) Philip O. Spann, Quintus Sertorius : and the Legacy of Sulla, University of Arkansas Press, 1987, 280 p.
- (it) Frediani, I grandi condottieri di Roma Antica, 2011
- (it) Edward Gibbon, La caduta dell'Impero Romano
- (es) Modesto Lafuente, Historia general de España, t. II
- (es) Juan Francisco Masdeu, Historia crítica de España, t. IV